# Sepiolidae
Sepiolidae zijn een familie van weekdieren uit de klasse der inktvissen (Cephalopoda). De wetenschappelijke naam van de familie werd in 1817 door William Elford Leach voor het eerst voorgesteld.

## Onderfamilies en geslachten
- Choneteuthis Lu & Boucher-Rodoni, 2006
- Onderfamilie Heteroteuthidinae Appellöf, 1898
  - Amphorateuthis Young, Vecchione & Roper, 2007
  - Heteroteuthis Gray, 1849
  - Iridoteuthis Naef, 1912
  - Nectoteuthis Verrill, 1883
  - Sepiolina Naef, 1912
  - Stoloteuthis Verrill, 1881
- Onderfamilie Rossiinae Appellöf, 1898
  - Austrorossia Berry, 1918
  - Neorossia Boletzky, 1971
  - Rossia Owen, 1835
  - Semirossia Steenstrup, 1887
- Onderfamilie Sepiolinae Leach, 1817
  - Adinaefiola Bello, 2020
  - Boletzkyola Bello, 2020
  - Eumandya Bello, 2020
  - Euprymna Steenstrup, 1887
  - Inioteuthis Verrill, 1881
  - Lusepiola Bello, 2020
  - Rondeletiola Naef, 1921
  - Sepietta Naef, 1912
  - Sepiola Leach, 1817

### Synoniemen
- Geslacht Allorossia Grimpe, 1925 => Rossia Owen, 1835
- Geslacht Fidenas Gray, 1849 => Euprymna Steenstrup, 1887
- Geslacht Franklinia Norman, 1890 => Rossia Owen, 1835
- Geslacht Heterosepiola Grimpe, 1922 => Sepiola Leach, 1817
- Geslacht Iridioteuthis Naef, 1912 => Iridoteuthis Naef, 1912
- Geslacht Stephanoteuthis Berry, 1909 => Heteroteuthis Gray, 1849